# Haemodorum tenuifolium
Haemodorum tenuifolium là một loài thực vật có hoa trong họ Huyết bì thảo. Loài này được A.Cunn. ex Benth. mô tả khoa học đầu tiên năm 1873.